# Кастильо, Хорхе дель
Хорхе Альфонсо Алехандро дель Кастильо Гальвес (исп. Jorge Alfonso Alejandro Del Castillo Gálvez; род. 2 июля 1950, Лима, Перу) — премьер-министр Перу с 28 июля 2006 при президенте Алане Гарсия и генеральный секретарь Перуанской Апристской партии с 1999.
Закончил Папский католический университет Перу. Юрист по образованию. В 1984—1986 — мэр Барранко. С 1985 — префект Лимы, с 1987 до 1989 — избранный мэр Лимы. В 1992 помог лидеру апристов Алану Гарсиа скрыться в Колумбии, после того, как президент Альберто Фухимори распустил оппозиционный ему конгресс. В 1995 дель Кастильо был избран в Конгресс, членом которого является по сей день. В 2006 стал новым премьер-министром Перу вместо Педро Пабло Кучински в день инаугурации Алана Гарсиа.
В октябре 2008 кабинет дель Кастильо ушёл в отставку в связи с коррупционным скандалом.